# Tour de Murcie 2018
La 38e édition du Tour de Murcie (officiellement : Vuelta Ciclista a la Región de Murcia Gran Premio Banco Sabadell) a lieu le 10 février 2018, sur un parcours de 208,3 km tracé dans la région de Murcie, entre Beniel et Murcie. La course fait partie du calendrier UCI Europe Tour 2018 en catégorie 1.1. La course est remportée par l'Espagnol Luis León Sánchez (Astana) dans un temps de 5 h 6 min 34 s. Il est suivi à quinze secondes par son compatriote Alejandro Valverde (Movistar) et à 2 min 15 s par le Belge Philippe Gilbert (Quick-Step Floors).

## Présentation

### Parcours
Le Tour de Murcie est couru un parcours total de 208,3 kilomètres, entre Beniel et Murcie avec trois difficultés répertoriées. La première côte est l'Alto de Cieza (3e catégorie), situé à 140 kilomètres de la ligne d'arrivée. Plus tard, les cyclistes font face à l'Alto de la Zarzadilla, un col de 2e catégorie situé à 89 kilomètres de l'arrivée. Ensuite, la course franchissent le Collado Bermejo (1re catégorie). Le final est identique aux dernières éditions.

### Équipes
Classée en catégorie 1.1 de l'UCI Europe Tour, le Tour de Murcie est par conséquent ouvert aux WorldTeams dans la limite de 50 % des équipes participantes, aux équipes continentales professionnelles, aux équipes continentales et aux équipes nationales.
Dix-neuf équipes participent à la course - six WorldTeams, douze équipes continentales professionnelles et une équipe continentale :
| WorldTeams (6)- Movistar Team - Astana - Bora-Hansgrohe - Mitchelton-Scott - Quick-Step Floors - Katusha-Alpecin Équipes continentales professionnelles (12)- Direct Énergie - Cofidis, Solutions Crédits - Wanty-Groupe Gobert - Euskadi Basque Country-Murias - Burgos-BH - Gazprom-RusVelo - Sport Vlaanderen-Baloise - Rally Cycling - Vérandas Willems-Crelan - Roompot-Nederlandse Loterij - CCC Sprandi Polkowice - Caja Rural-Seguros RGA Équipe continentale- Fundación Euskadi |
| |

## Classement final
La course est remportée par l'Espagnol Luis León Sánchez (Astana) qui a parcouru les 208,3 kilomètres en 5 h 6 min 34 s, soit à une vitesse moyenne de 40,77 kilomètres par heure. Il est suivi à quinze secondes par son compatriote Alejandro Valverde (Movistar) et à 2 min 15 s par le Belge Philippe Gilbert (Quick-Step Floors). Sur les cent-trente-trois coureurs qui ont pris le départ, seuls trente-neuf franchissent la ligne d'arrivée.
| \| Classement général \| Classement général \| Classement général \| Classement général \| Classement général \| \| Coureur \| Coureur \| Pays \| Équipe \| Temps \| \| ------------------ \| -------------------- \| ------------------ \| ------------------- \| ------------------ \| \| 1er \| Luis León Sánchez \| Espagne \| Astana \| 5 h 06 min 34 s \| \| 2e \| Alejandro Valverde \| Espagne \| Movistar Team \| + 15 s \| \| 3e \| Philippe Gilbert \| Belgique \| Quick-Step Floors \| + 2 min 15 s \| \| 4e \| Matteo Trentin \| Italie \| Mitchelton-Scott \| + 3 min 54 s \| \| 5e \| Pieter Serry \| Belgique \| Quick-Step Floors \| + 3 min 54 s \| \| 6e \| Jakob Fuglsang \| Danemark \| Astana \| + 3 min 54 s \| \| 7e \| Bob Jungels \| Luxembourg \| Quick-Step Floors \| + 3 min 57 s \| \| 8e \| Willie Smit \| Afrique du Sud \| Katusha-Alpecin \| + 5 min 11 s \| \| 9e \| José Joaquín Rojas \| Espagne \| Movistar Team \| + 5 min 16 s \| \| 10e \| Pieter Vanspeybrouck \| Belgique \| Wanty-Groupe Gobert \| + 5 min 16 s \| |                      |                |                     |                 |
| |                      |                |                     |                 |
| Source : ProCyclingStats |                      |                |                     |                 |
| Classement général |                      |                |                     |                 |
| Coureur | Coureur              | Pays           | Équipe              | Temps           |
| 1er | Luis León Sánchez    | Espagne        | Astana              | 5 h 06 min 34 s |
| 2e | Alejandro Valverde   | Espagne        | Movistar Team       | + 15 s          |
| 3e | Philippe Gilbert     | Belgique       | Quick-Step Floors   | + 2 min 15 s    |
| 4e | Matteo Trentin       | Italie         | Mitchelton-Scott    | + 3 min 54 s    |
| 5e | Pieter Serry         | Belgique       | Quick-Step Floors   | + 3 min 54 s    |
| 6e | Jakob Fuglsang       | Danemark       | Astana              | + 3 min 54 s    |
| 7e | Bob Jungels          | Luxembourg     | Quick-Step Floors   | + 3 min 57 s    |
| 8e | Willie Smit          | Afrique du Sud | Katusha-Alpecin     | + 5 min 11 s    |
| 9e | José Joaquín Rojas   | Espagne        | Movistar Team       | + 5 min 16 s    |
| 10e | Pieter Vanspeybrouck | Belgique       | Wanty-Groupe Gobert | + 5 min 16 s    |

## Classements UCI
La course attribue aux coureurs le même nombre des points pour l'UCI Europe Tour 2018 et le Classement mondial UCI.
| Position           | 1er | 2e | 3e | 4e | 5e | 6e | 7e | 8e | 9e | 10e | 11e | 12e | 13e à 15e | 16e à 25e |
| Classement général | 125 | 85 | 70 | 60 | 50 | 40 | 35 | 30 | 25 | 20  | 15  | 10  | 5         | 3         |